# David Wenham
David Wenham (Marrickville (Sydney), 21 september 1965) is een Australische acteur, die in meerdere films, Australische televisieseries en theaterproducties heeft gespeeld. Bij het Europese publiek is hij vooral bekend door zijn rol als Faramir in de trilogie The Lord of the Rings en door optredens in Van Helsing en 300.

## Biografie
David werd geboren nabij Sydney in de Australische provincie New South Wales. Hij was met één oudere broer en vijf oudere zussen de jongste van het gezin Wenham. Hij is sinds 1994 samen met zijn vriendin, met wie hij twee dochters kreeg.

## Heilige Damiaan
In Molokai: The Story of Father Damien speelt hij de rol van de Heilige Damiaan van Molokai. Wenham die katholiek is, had nog nooit van Damiaan gehoord. In deze film speelde hij samen met acteurs zoals Sam Neill, Peter O'Toole, Jan Decleir en Michaël Pas. Voor deze rol verdiepte hij zich in een Vlaams accent. Hij verbleef gedurende vier maanden op Molokai, waar veel patiënten ook in de film mee-acteerden.
It affected me working with these people with horrendous histories, yet they had not an ounce of bitterness...Seeing people with no hands, no skin and no thumbs … it was a life changing experience

## Filmografie
| Jaar | Titel                                            | Rol                      |
| ---- | ------------------------------------------------ | ------------------------ |
| 1992 | Greenkeeping                                     | Trevor                   |
| 1992 | Seeing Red                                       | Frank                    |
| 1994 | Gino                                             | Trevor                   |
| 1994 | Tran the Man                                     | Raymond "Tran" Moss      |
| 1994 | No Escape                                        | Hotel Guard #2           |
| 1994 | Escape from Jupiter                              | Dr. Chrobak              |
| 1995 | Roses Are Red                                    | Brian                    |
| 1996 | Cosi                                             | Doug                     |
| 1996 | Idiot Box                                        | Bank Teller              |
| 1998 | The Boys                                         | Brett Sprague            |
| 1998 | Dark City                                        | Schreber's assistent     |
| 1998 | A Little Bit of Soul                             | Dr. Richard Shorkinghorn |
| 1999 | Molokai: The Story of Father Damien              | Father Damien            |
| 2000 | Better Than Sex                                  | Josh                     |
| 2001 | Russian Doll                                     | Ethan                    |
| 2001 | Moulin Rouge!                                    | Audrey                   |
| 2001 | The Bank                                         | Jim Doyle                |
| 2001 | Dust                                             | Luke                     |
| 2002 | The Crocodile Hunter: Collision Course           | Sam Flynn                |
| 2002 | Pure                                             | Lenny                    |
| 2002 | The Lord of the Rings: The Two Towers            | Faramir                  |
| 2003 | Gettin' Square                                   | Johnny Spitieri          |
| 2003 | Basilisk Stare                                   | Dave                     |
| 2003 | The Lord of the Rings: The Return of the King    | Faramir                  |
| 2004 | Van Helsing                                      | Carl                     |
| 2005 | Three Dollars                                    | Eddie Harnovey           |
| 2005 | The Proposition                                  | Eden Fletcher            |
| 2007 | 300                                              | Dilios                   |
| 2008 | Married Life                                     | John O'Brien             |
| 2008 | The Children of Huang Shi                        | Barnes                   |
| 2008 | Australia                                        | Neil Fletcher            |
| 2009 | Public Enemies                                   | Harry Pierpont           |
| 2009 | Pope Joan                                        | Gerold                   |
| 2010 | Legend of the Guardians: The Owls of Ga'Hoole    | Digger (voice)           |
| 2010 | Oranges and Sunshine                             | Len                      |
| 2014 | 300: Rise of an Empire                           | Dilios                   |
| 2015 | Paper Planes                                     | Patrick                  |
| 2015 | Blinky Bill the Movie                            | Jacko (stem)             |
| 2016 | Goldstone                                        | Johnny                   |
| 2016 | Lion                                             | John Brierley            |
| 2017 | Pirates of the Caribbean: Dead Men Tell No Tales | Scarfield                |
| 2017 | Iron Fist (televisieserie)                       | Harold Meachum           |
| 2022 | Elvis                                            | Hank Snow                |

## Trivia
- Toen Wenham als Faramir tijdens de opnames van de grotscène van The Lord of the Rings: The Two Towers (2002) met zijn zwaard de Ene Ring onder Elijah Woods trui vandaan moest halen, was hij bang dat hij Frodo neer zou steken. Daarom werd er een professionele zwaardvechter bijgehaald die de actie heeft uitgevoerd.
- In zijn thuisland Australië is hij ooit verkozen geweest tot meest sexy man.

## Citaten
- “Ik hou van koken, maar ik hou meer van andere mensen die koken.”
- “Mijn leven op dit moment is een beetje zoals mijn kleerkast, gesorteerde chaos.”